# Jean-Josaphat Gagnier
Jean-Josaphat Gagnier (* 2. Dezember 1885 in Montreal; † 16. Dezember 1949 ebenda) war ein kanadischer Dirigent und Komponist.

## Leben
Gagnier hatte ersten Klarinettenunterricht bei seinem Vater Joseph Gagnier, dann bei Jacques Vanpoucke, Louis van Loocke, Léon Medaer und Oscar Arnold, lernte Posaune bei Émile Barbot und Carl Westermeier und Klavier bei Alexis Contant und Romain-Octave Pelletier und studierte Musiktheorie bei Romain Pelletier, Charles Tanguy und Orpha-F. Deveaux.
Im Alter von vierzehn Jahren trat er im Sohmer Park auf und wirkte bald darauf als Chorleiter und Posaunist des Orchestre symphonique de Montréal. 1910 gründete er die Montreal Concert Band. 1913 berief ihn Frank Stephen Meighen zum Leiter der Canadian Grenadier Guards Band; er hatte diese Position bis 1943 inne. Von 1917 bis 1919 leitete er die Sohmer Park Concert Band.
In den Folgejahren unternahm er auch Konzertreisen durch die USA, vorzugsweise mit der Goldman Band. 1920 gründete er das Montreal Little Symphony Orchestra, das er bis 1931 leitete. 1927 gründete er das (dritte) Orchestre symphonique de Montréal.
1931 spielte er mit der Canadian Grenadier Guards Band sechsundzwanzig Konzerte für den Rundfunk ein. Von 1934 bis zu seinem Tode war er Musikdirektor der Canadian Broadcasting Corporation. 1942 gründete er mit vier seiner Brüder und seinem Sohn Roland das Gagnier Bläserquintett.
Gagnier unterrichtete von 1925 bis 1930 am Mont-St-Louis College und am Collège de Montréal; daneben unterrichtete er am Nationalkonservatorium, am McGill Conservatory und am Collège de musique Dominion. Er erstellte den ersten Katalog der Werke kanadischer Komponisten, der 1947 erschien.
Von den zahlreichen Werken Gagniers, die der Spätromantik zuzuordnen sind, ist vor allem die Oper Le Dame de Coeur bekannt geblieben.
Gagnier stammte aus eine musikalisch hoch begabten Familie; neben seinem Vater Joseph Gagnier waren auch seine Brüder Guillaume, René, Armand, Ernest, Lucien und Réal sowie in der nächsten Generation Roland, Claire, Gérald und Ève Gagnier namhafte Musiker.
| Personendaten    | Personendaten                      |
| ---------------- | ---------------------------------- |
| NAME             | Gagnier, Jean-Josaphat             |
| KURZBESCHREIBUNG | kanadischer Dirigent und Komponist |
| GEBURTSDATUM     | 2. Dezember 1885                   |
| GEBURTSORT       | Montreal                           |
| STERBEDATUM      | 16. Dezember 1949                  |
| STERBEORT        | Montreal                           |